# طريبيل
طريبيل هي بلدة عراقية في غرب قضاء الرطبة في أقصى غرب العراق، متاخمة للحدود الأردنية العراقية، كان أغلب ساكنيها من الفلسطينيين، وكانت مركزاً تجارياً مهماً، المسافة بينها وبين مدينة الرمادي 439 كيلومتراً. بدأ اتخاذ طريق صحراوي إلى الرطبة وطريبيل سنة 1923. المسافة من كربلاء فالنخيب فالرطبة إلى طريبيل 430 كيلومتراً، وفي طريبيل محطة استراحة طرق ووقود.